# Hans Luther
Hans Luther (ur. 10 marca 1879 w Berlinie, zm. 11 maja 1962 w Düsseldorfie) – niemiecki polityk, kanclerz Rzeszy, prezes Reichsbanku.

## Życiorys
Karierę polityczną rozpoczął w roku 1907 od stanowiska radnego miejskiego w Magdeburgu. Następnie w roku 1913 został sekretarzem niemieckiej rady Städtetag. W roku 1918 wybrano go na burmistrza Essen. W grudniu 1922 roku kanclerz Wilhelm Cuno powołał Luthera do rządu na stanowisko ministra wyżywienia i rolnictwa.
Utrzymał urząd ministra do roku 1924, gdy kanclerzem został Wilhelm Marx. W roku 1925 uzyskał nominację na kanclerza, jednak już w następnym roku powołano rząd pod kierunkiem Marxa. Przez krótki okres Luther pełnił funkcję prezydenta Niemiec, która zwolniła się po śmierci Friedricha Eberta. W roku 1930 Luther został prezesem Reichsbanku. Zwolennik restrykcyjnej liberalnej polityki monetarnej. Po dojściu Hitlera do władzy został ambasadorem Rzeszy w USA. Funkcję pełnił w latach 1933–1937.
W roku 1937 przeszedł na emeryturę.
W roku 1933 Luther poprowadził serię wykładów na Uniwersytecie Columbia w Nowym Jorku. W swoich przemówieniach zapewniał o pokojowych zamiarach Hitlera wobec europejskich sąsiadów. Rektor uniwersytetu, Nicholas Murray Butler, odrzucił prośby studentów o cofnięcie zaproszenia dla Luthera. Swoją decyzję umotywował potrzebą respektowania akademickiej wolności i liberalizmu.

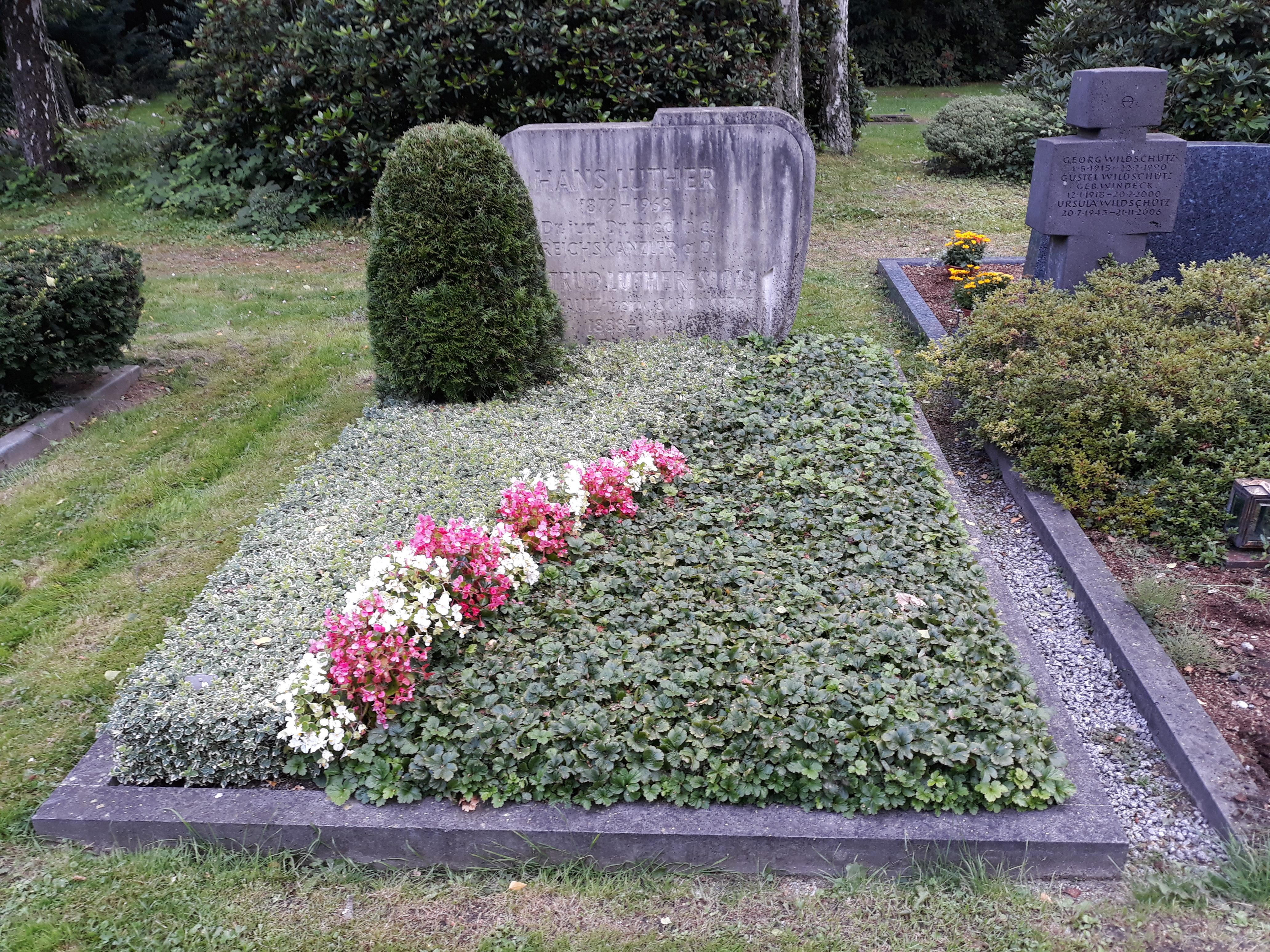
Grób Hansa Lutra na cmentarzu Stoffeler w Düsseldorfie

Po II wojnie światowej Luther powrócił do aktywności zawodowej na różnych funkcjach w administracji i bankowości landów (po 1949 w służbie państwowej RFN), a następnie w latach 1952–1955 był pełnomocnikiem rządu RFN ds. reorganizacji organizacji terytorialnej i finansów landów Republiki Federalnej (niem. Vorsitzender des Sachverständigen-Ausschusses für die Neugliederung des Bundesgebietes an der Erörterung der Ländergliederung) .

## Pierwszy gabinet Luthera: od stycznia do grudnia 1925 roku
- Hans Luther, kanclerz Rzeszy
- Gustav Stresemann (Niemiecka Partia Ludowa), minister spraw zagranicznych
- Martin Schiele (Narodowo Niemiecka Partia Ludowa), minister spraw wewnętrznych
- Otto von Schlieben (Niemiecka Narodowa Partia Ludowa), minister finansów
- Albert Neuhaus (Niemiecka Narodowa Partia Ludowa), minister gospodarki
- Heinrich Brauns (Partia Centrum), minister pracy
- Josef Frenken (Partia Centrum), minister sprawiedliwości
- Otto Gessler (Niemiecka Partia Demokratyczna), minister Reischwehry
- Karl Stingl (Bawarska Partia Ludowa), minister poczty
- Rudolf Krohne (Niemiecka Partia Ludowa), minister transportu
- Gerhard Graf von Kanitz, minister wyżywienia

Zmiany gabinetowe:
- 26 października 1925 – Schiele, Schlieben oraz Neuhaus odeszli z rządu. Ministerstwo Spraw Wewnętrznych objął Gessler (pozostając jednocześnie na stanowisku ministra obrony narodowej). Kanclerz Luther przejął kontrolę nad ministerstwem finansów, natomiast ministerstwo gospodarki oddano Krohnemu (ministrowi transportu).
- 21 listopada 1925 – po rezygnacji Frenkena urząd ministra sprawiedliwości przejął tymczasowo kanclerz Luther

## Drugi gabinet Luthera: od stycznia do maja 1926 roku
- Hans Luther, kanclerz Rzeszy
- Gustav Stresemann (Niemiecka Partia Ludowa), minister spraw zagranicznych
- Wilhelm Külz (Niemiecka Partia Demokratyczna), minister spraw wewnętrznych
- Peter Reinhold (Niemiecka Partia Demokratyczna), minister finansów
- Julius Curtius (Niemiecka Partia Ludowa), minister gospodarki
- Heinrich Brauns (Partia Centrum), minister pracy
- Wilhelm Marx (Partia Centrum), minister sprawiedliwości
- Otto Gessler (Niemiecka Partia Demokratyczna), minister Reichswehry
- Karl Stingl (Bawarska Partia Ludowa), minister poczty
- Rudolf Krohne (Niemiecka Partia Ludowa), minister transportu
- Heinrich Haslinde (Partia Centrum), minister wyżywienia

## Prezesi Reichsbanku
- 1876–1890 Hermann von Dechend
- 1890–1908 Richard Koch
- 1908–1923 Rudolf E.A. Havenstein
- 1923–1930 Hjalmar Schacht
- 1930–1933 Hans Luther
- 1933–1939 Hjalmar Schacht
- 1939–1945 Walter Funk